# Olivia Lopez de Gutierrez (Teksas)
Olivia Lopez de Gutierrez je naseljeno mjesto za statističke potrebe u američkoj saveznoj državi Teksas. Prema popisu stanovništva iz 2010. u njemu je živjelo 93 stanovnika.